# وینسنت انیما
وینسنت انیما (به انگلیسی: Vincent Enyeama) (زاده ۲۹ اوت ۱۹۸۲ - کادونا) دروازه‌بان فوتبال بازنشسته اهل کشور نیجریه است.
وی سابقه بازی در چند تیم اسرائیلی و لیل را دارد، همچنین وی سابقه ۸۸ بازی ملی و حضور در جام جهانی فوتبال ۲۰۰۲ و جام جهانی فوتبال ۲۰۱۰ را دارد.